# Factory of Art

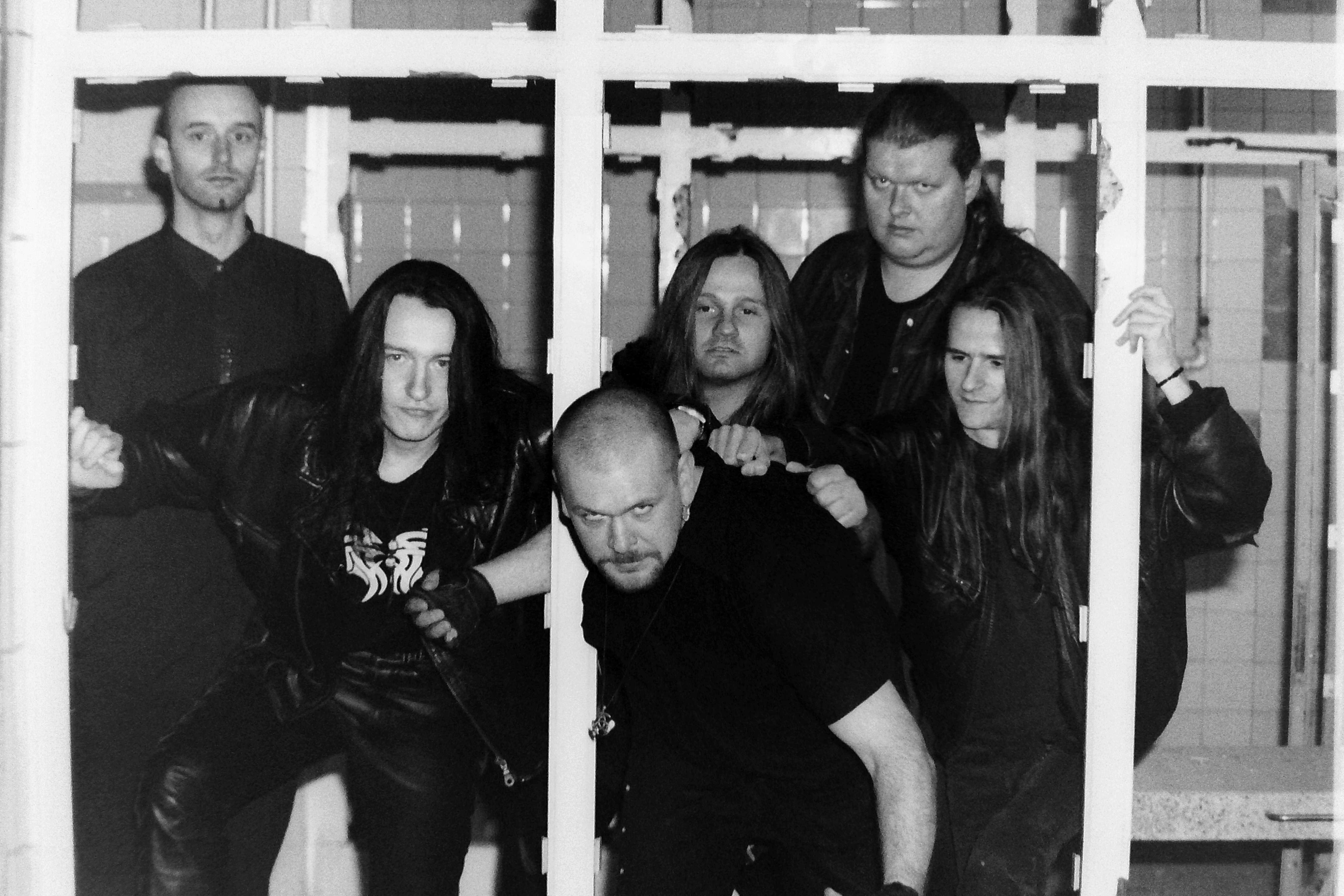
Factory of Art etwa 2000

Factory of Art ist eine sächsische Power- und Progressive-Metal-Band aus Leipzig, die 1990 gegründet wurde, ab 2006 ruhte und seit 2019 wieder aktiv ist.

## Geschichte
Die Band wurde im Jahr 1990 als instrumentale Artrock-Band gegründet. Im folgenden Jahr formte sich mit Heiko Flechsig an der E-Gitarre, Ronald Losch am Bass, Torsten Wolf am Schlagzeug und Gunter Lange als Sänger und Keyboarder eine feste Besetzung. Die Band gewann die 1990/1991 laufende Aktion von Roadrunner Records, die sich „Thrash the Wall“ nannte und es vier ostdeutschen Bands ermöglichen sollte, unter dem Label professionelle Aufnahmen anzufertigen. Da es dem Label jedoch zu heikel war, jeweils ganze Alben mit den Bands aufzunehmen, war ein Sampler bestehend aus Liedern dieser vier Bands geplant. Da es allerdings rechtliche Probleme mit einer Gruppe gab und nur drei dem Label als zu wenig erschienen, wurde auch diese Idee verworfen. Alex Krull von Atrocity versuchte die zwei bereits fertigen Lieder, die er in den Vielklang-Studios in Berlin aufgenommen hatte, bei anderen Labels unterzubringen, was aber auch nicht gelang. Stattdessen wurde im Januar 1992 unter dem Namen …No Better World! ein erstes Demo aufgenommen und im selben Jahr veröffentlicht. Es besteht aus drei Studioaufnahmen und einem Live-Lied. Im selben Jahr kam Bernd Fleischer als zweiter Gitarrist zur Besetzung. Auch hatte die Gruppe eine Unplugged-Session im Radiosender DT64 und war in der Jugendsendung Elf 99 zu sehen. 1993 kam die Gruppe in die Endrunde des deutschen Rockpreises und belegte Platz sechs. Mitte 1993 verließ Fleischer die Band und kehrte zu seiner vorherigen Band Berluc zurück. Als Ersatz stieß Joe F. Winter hinzu. Auch wurde die Single …No Better World!! und das Demo Roadrunner Session veröffentlicht sowie im Herbst/Winter 1992/1993 eine Deutschlandtournee mit Grave Digger abgehalten. Das Demo enthält die beiden Lieder des „Thrash the Wall“-Wettbewerbs und wurde zusammen mit …No Better World!! verkauft. Die Aufnahmen zur Single hatten noch vor denen zum Demo stattgefunden. Als Produzent für die Single war der Münchener Martin Köppl tätig. 1994 kam die Gruppe in die Endrunde des süddeutschen Rockpreises und belegte Platz vier. Zudem wurden weiterhin Auftritte abgehalten, unter anderem mit Grave Digger Blind Guardian, Depressive Age, Yngwie Malmsteen und Threshold. Ihre Live-Aktivität setzte die Gruppe auch im folgenden Jahr fort und spielte dabei unter anderem mit Gamma Ray, Morgana Lefay und X-Wild. 1996 folgte über AFM Records das Debütalbum Grasp!!!. Die Aufnahmen hatten erneut mit Köppl stattgefunden. Hierauf sind Roni Pilgrim, Alex Krull von Atrocity und Chris Boltendahl von Grave Digger als Gastmusiker zu hören. Boltendahl spielte seine Aufnahmen im Kölner L.E.T. Studio ein. Als Sacred Reich und Skrew im ausklingenden Frühling 1996 gemeinsam auf Europatournee waren und AFM Records den dritten Teilnehmer stellen durfte, wurde einmal Squealer, ihres Zeichens Eigentümerin des Labels, und ein andermal Factory of Art eingesetzt, die schon etwas früher ihre Konzertserie begonnen hatte. Dazu kamen vereinzelte Auftritte mit Bands wie Iced Earth, Nevermore und Crematory. Ebenfalls bei AFM Records schloss sich 1997 die EP Point of No Return an. In diesem Jahr spielte die Band unter anderem mit Uriah Heep. Lange und Wolf verließen die Band, um der Band "The Art of Voices" beizutreten. Mit dem Sänger Jens Schmikale, dem Keyboarder Ekkehard Meister und dem Schlagzeuger Ralph-Marcel Dietrich fand man 1998 passenden Ersatz. Im selben Jahr wurden Konzerte mit Grave Digger, Richthofen und Monkey Cab abgehalten. 1999 erschien die Single Story of Pain und es wurde ein Lied zum Rock-Hard-Sampler Unerhört Vol. 5 beigetragen. Live war die Gruppe zusammen mit Metalium, Primal Fear, Double Action und Mosquito zu sehen. Im Jahr 2000 gewann die Gruppe den Wettbewerb Unerhört! 2000 vom Rock Hard und belegte den dritten Platz beim Hardsampler 2000/Vol.1. Auch hielt die Gruppe ein TV-Spezial auf NBC GIGA ab. Live spielte sie in diesem Jahr mit Knorkator, Warhead, Raise Hell und Rage und unter anderem auch zusammen mit Destruction und Raise Hell in Ludwigsburg. 2001 war die Band auf dem Hardlive Festival vertreten und begann die Aufnahmen zum nächsten Album The Tempter, während man bei verschiedenen Labels vorsprach, unter anderem auch bei CCP Records. Bei diesem Label unterzeichnete die Band 2002 einen Plattenvertrag, worüber im selben Jahr das Album erschien. International erschien es bei SPV. Die Veröffentlichung wurde mit einem Leipzig-TV-Spezial gefeiert. Im selben Jahr war die Band außerdem mit Freedom Call und Electric Eye zu sehen. 2004 verließen Dietrich und Flechsig die Band, traten Four Roses bei und wurden durch den Gitarristen und studierten Lateinlehrer Thoralf Schulze und den Schlagzeuger Henry Weihrauch ersetzt. Ein weiterer Ausstieg folgte 2005 durch Winter, der durch Jens Legler ersetzt wurde. Der letzte bekannte Auftritt wurde am 24. Februar 2006 in Leipzig abgehalten. Seit 2012 sind ehemalige Mitglieder in der Coverband Factory Under Cover und seit 2019 auch wieder als Factory of Art aktiv.

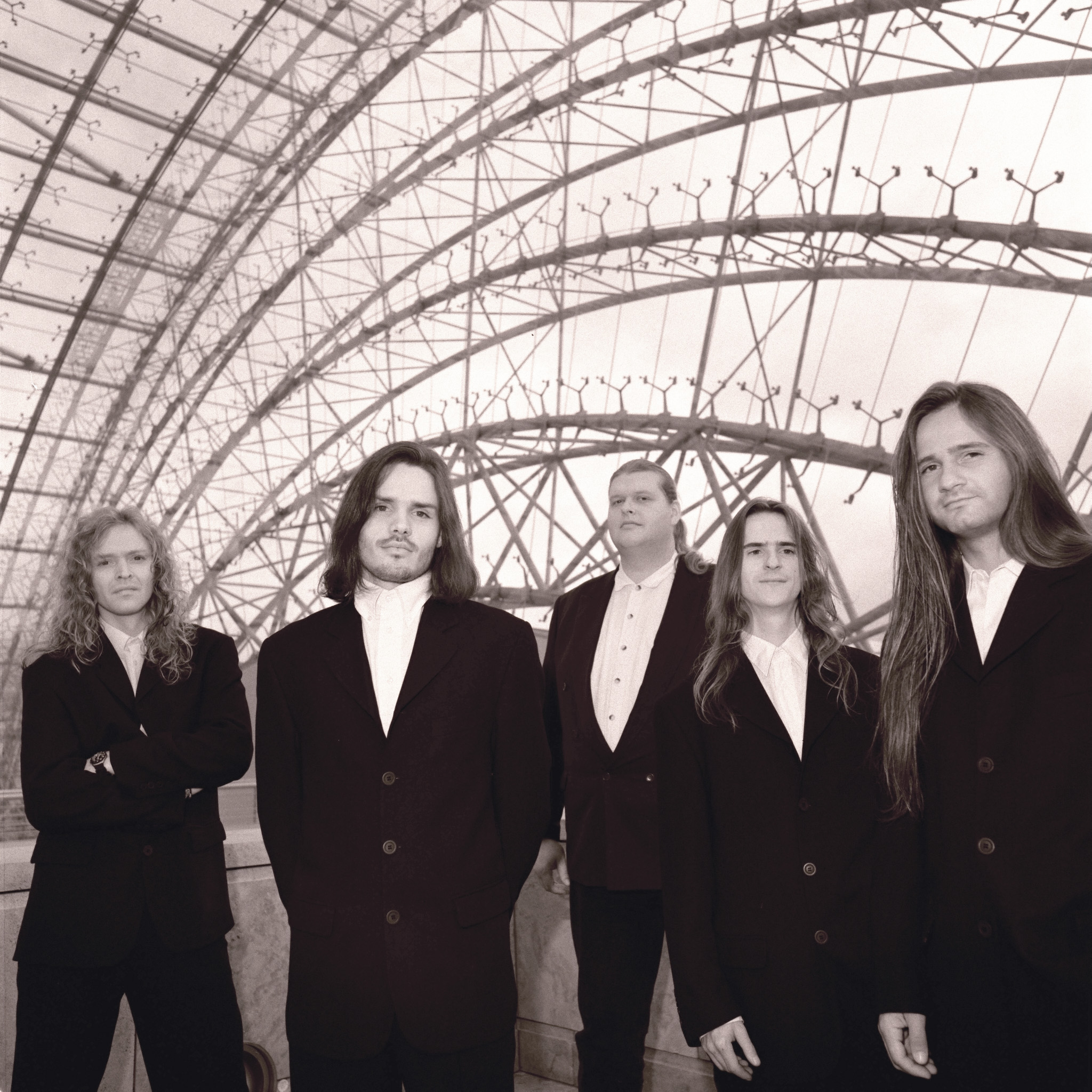
FoA etwa 1997

## Stil

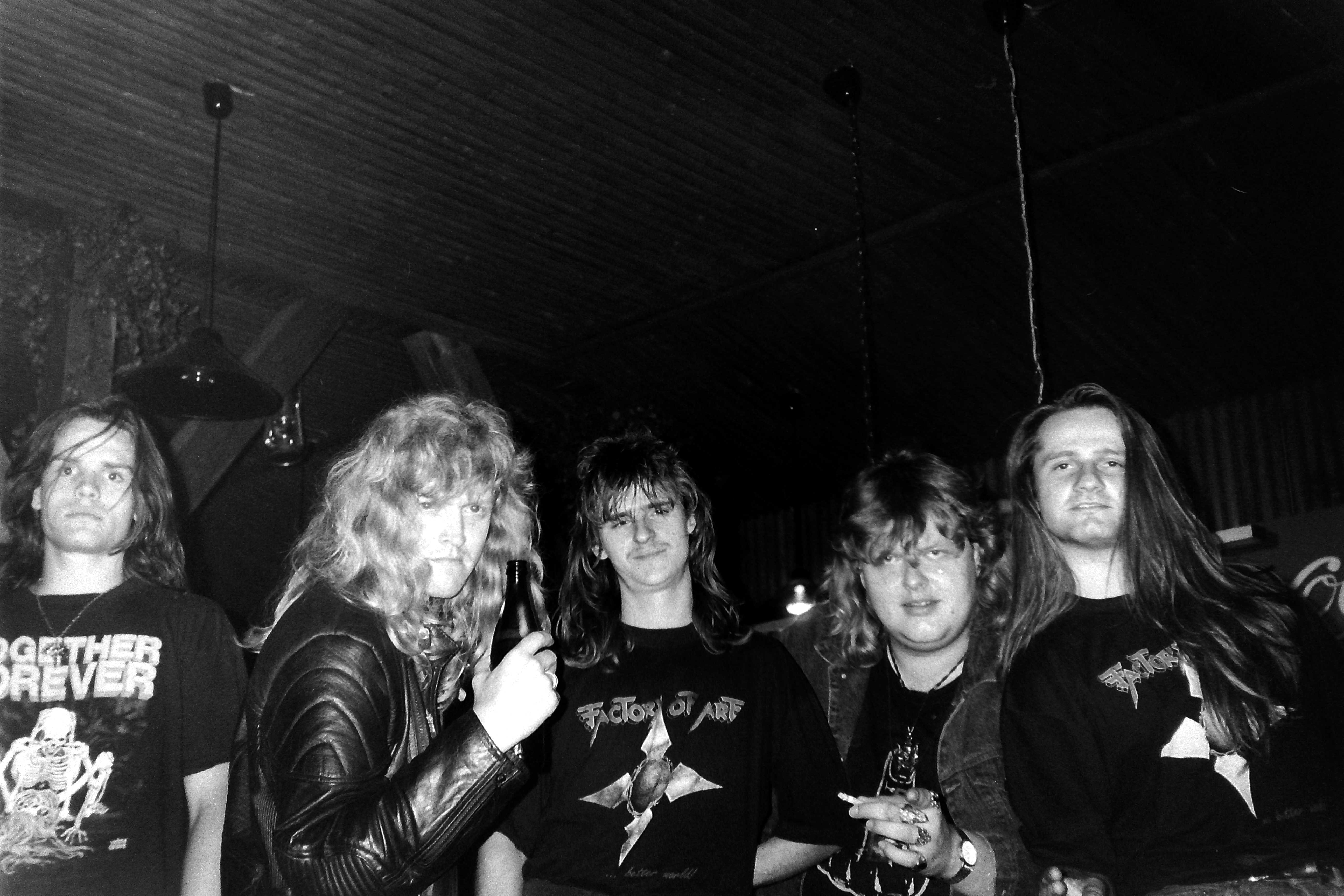
Factory of Art nach einem Konzert in Leipzig etwa 1996

Laut rockdetector.com hat die Band anfangs noch Artrock gespielt, ehe sie sich einer Mischung aus Power- und Progressive-Metal mit Einflüssen aus dem Speed Metal und Thrash Metal gewidmet habe. Stefan Glas vom Metal Hammer schrieb über …No Better World!!, dass als erstes die dichte und druckvolle Produktion auffällt. Die Gruppe spiele kraftvollen Power Metal mit einprägsamen Melodien. In einer späteren Ausgabe wird die Musik als Power Metal im Stil von Queensrÿche und Vicious Rumors bezeichnet. Laut Andreas Schöwe vom selben Magazin hat sich die Band mit …No Better World!! als sächsische Antwort auf Queensrÿche und Helloween präsentiert, ehe man auf dem Debütalbum modernere Einflüsse verarbeitet habe. Im Interview mit Schöwe gab die Band an, auch auf Point of No Return verschiedene Einflüsse einzuarbeiten. Ihre Inspiration beziehe die Band durch das Touren mit verschiedenen Bands. In seiner Rezension zu Story of Pain schrieb Schöwe, dass die Band auf dem Debütalbum noch orientierungslos und diffus vielfältig klang, nun jedoch kompakt, wuchtig und sehr melodisch. In den Liedern verarbeite die Bands Keyboards im Stil von Helloween, Gesang der leicht an Metallica erinnere und eine Metal-Church-artige „Heaviness“. In einer späteren Ausgabe bezeichnete Schöwe die Musik auf The Tempter als melodischen Power Metal mit leicht progressiven Elementen. Am Stil habe sich seit der Veröffentlichung des ersten Tonträgers kaum etwas geändert. Die Gruppe verarbeite „flotte Töne“ im Stil von Squealer, At Vance oder dem Angel-Dust-Album Of Human Bondage sowie Klangelemente von harschen Dream Theater und frühen bzw. rauen Savatage. Der Gesang sei rüde, „thrashig“ und selten ausdrucksstark. Tim Hofmann vom Rock Hard befand, dass die Gruppe „ehrlichen Heavyrock“, Melodien im Stil von Queensrÿche und „rostig-rauhen Ur-Metal“ verbindet.

## Diskografie
- 1990: …No Better World! (Demo, Eigenveröffentlichung)
- 1993: Roadrunner Session (Demo, Eigenveröffentlichung)
- 1993: …No Better World!! (Single, Eigenveröffentlichung)
- 1996: Grasp!!! (Album, AFM Records)
- 1997: Point of No Return (EP, AFM Records)
- 1999: Story of Pain (Single, In Any Case Records)
- 2002: The Tempter (Album, CCP Records)
- 2024: Back to Live (Album, Factory Music[20])[21]